# Rousham House

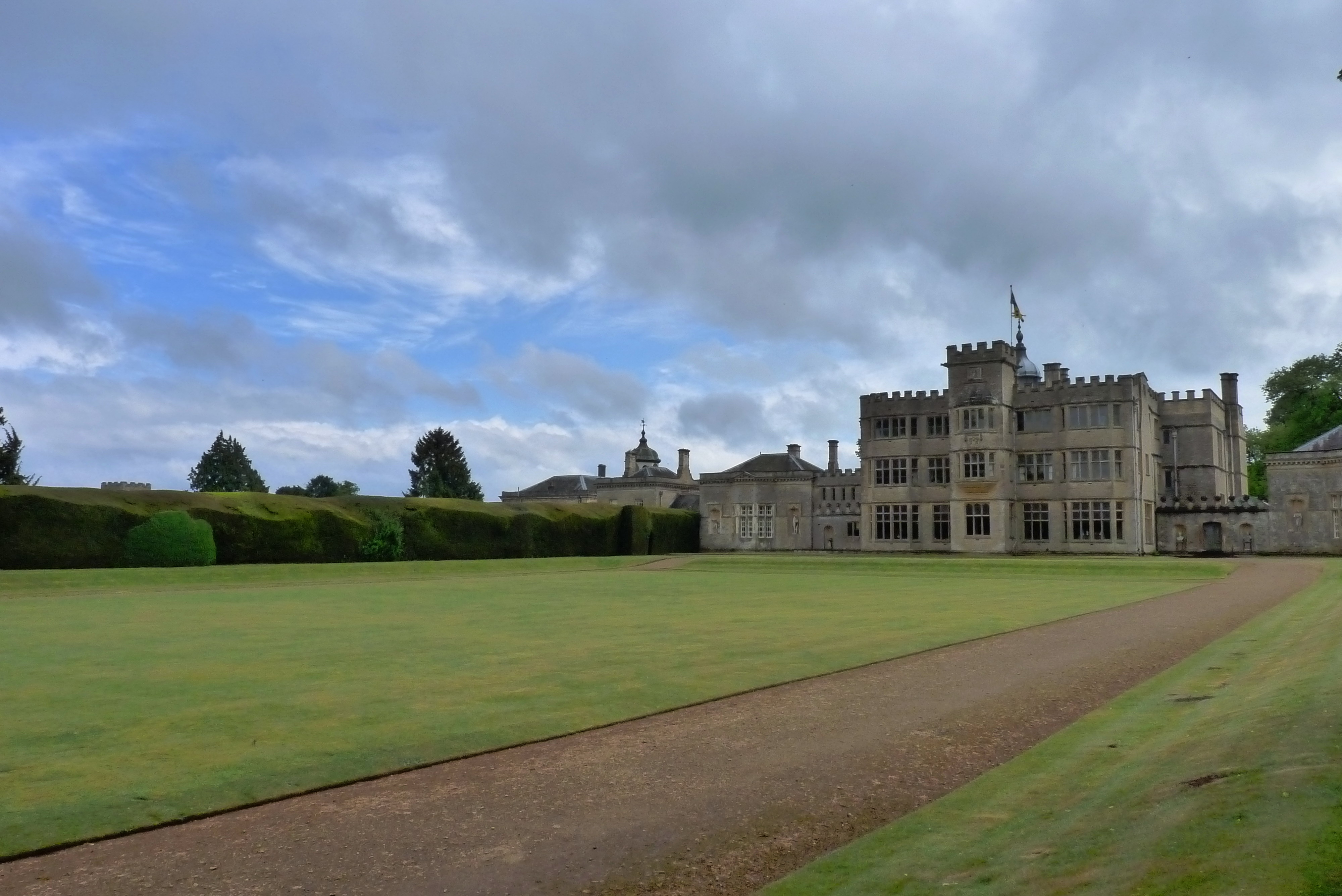
Rousham House

Rousham House ist ein Landhaus mit Landschaftsgarten in Oxfordshire, England. Es liegt am Fluss Cherwell etwa 18 km nördlich von Oxford. Das Anwesen befindet sich seit dem 17. Jh. im Besitz der Familie Dormer, die es auch heute noch bewohnt. Der 1738 begonnene Landschaftsgarten ist wichtig als ein kaum verändertes Frühwerk William Kents. Bedeutende Zeitgenossen, unter ihnen Alexander Pope und Horace Walpole, hielten ihn für einen der schönsten Gärten ihrer Zeit.